# عفوا سيدي الوالد (مسلسل)
عفواً سيدي الوالد، مسلسل تلفزيوني قطري أنتج وعرض بعام 1994. كتبه وداد الكواري وأخرجه علي الحمادي.

## قصة المسلسل
تدور احداث المسلسل حول عائلة أبوفيصل الرجل المزواج الذي تخلى عن عائلته عاطفيا وترك اموره المادية يديرها اخوه أبواحمد وعندما يكبر الأولاد ويخرج بعضهم عن الطريق المستقيم يجبره اخوه أبواحمد على البقاء في البلد والاهتمام بعائلته.

## الممثلين
- غازي حسين
- عبد العزيز الجاسم
- هدية سعيد
- هدى حسين
- سحر حسين
- طيف
- فريد الجابري
- علي ميرزا
- جبر الفياض
- فالح فايز
- سميرة أحمد
- لطيفة المجرن
- ماجدة زكي
- كمال أبو رية
- علي التميمي
- عبد الله غيفان
- إبراهيم محمد
- خالد عبد الكريم
- محمد أنور
- حمد عبدالرضا
- أحلام أحمد
- علي المالكي
- حمد علي
- حافظ علي